# Pudente
Pudente, in latino Pudens (Roma, I secolo – Roma, I secolo), è stato un senatore romano, che fu probabilmente seguace di san Pietro; subì il martirio ed è venerato come santo.

## Biografia
Egli è menzionato come un laico della Chiesa di Roma in 2 Timoteo, 4 21: "Cerca di venire prima dell'inverno. Ti salutano Eubulo, Pudente, Lino, Claudia e tutti i fratelli." Secondo la tradizione cristiana, Pudente avrebbe infatti ospitato l'apostolo Pietro (che avrebbe dimorato sette anni nell'abitazione del senatore) e fu battezzato da lui. Avrebbe poi finito i suoi giorni martirizzato per ordine dell'imperatore romano Nerone.
Si pensa anche che fosse il figlio di Quinto Cornelio Pudente, un senatore romano, e che ebbe due figli, Novato e Timoteo, e due figlie, Prassede e Pudenziana, tutti santi. Tuttavia, l'esistenza di due figlie è attestata esclusivamente dall'esistenza di due antiche chiese di Roma, Santa Prassede e Santa Pudenziana.
Gli atti del sinodo di papa Simmaco (499) mostrano l'esistenza di un titulus Pudentis, una chiesa con l'autorità di amministrare i sacramenti che era conosciuta anche come ecclesia Pudentiana, il che potrebbe spiegare l'origine del nome di Pudenziana. La chiesa sarebbe stata costruita sulla domus del senatore Pudente, che si trova nove metri sotto la basilica.

## Culto

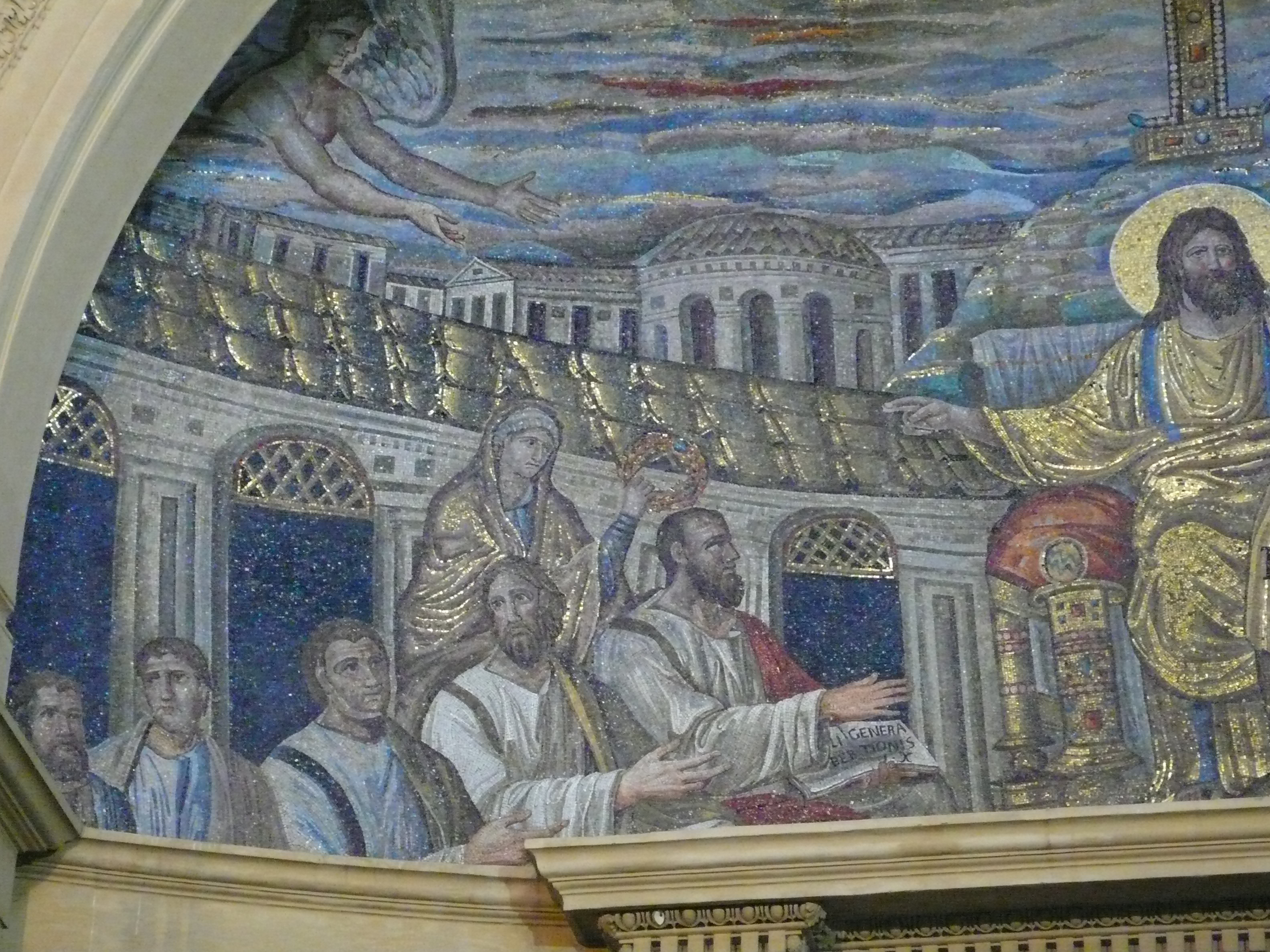
Mosaico absidale di Santa Pudenziana

Secondo la tradizione la Basilica di Santa Pudenziana conserverebbe sue reliquie, ma non vi sono riscontri storici. Di certo la sua immagine è raffigurata nel grande mosaico absidale della basilica, dove sono anche ritratte le figlie, a fianco al Cristo.
Dal Martirologio Romano alla data del 19 maggio: "A Roma san Pudente Senatore, padre della stessa santa Pudenziana e di santa Prassede Vergine. Dopo di essere stato dagli Apostoli rivestito di Cristo nel battesimo, conservò immacolata la veste dell'innocenza fino al termine della vita."